# Nirajan del Nepal
Nirajan del Nepal (nome completo: Nirajan Bir Bikram Shah Dev; Katmandu, 6 novembre 1978 – Katmandu, 1º giugno 2001) era figlio del re Birendra del Nepal e della regina Aishwarya Rajya Lakshmi Devi, nonché fratello del re Dipendra e della principessa Shruti.

## Biografia
Ha studiato alla Budhanilkantha School, a Kathmandu e all'Eton College e si è laureato in BBA. del Kathmandu College of Management. Era interessato agli sport, in particolare al nuoto. Il nome Nirajan significa "Uno senza colpa; perfetto in tutte le forme". Morì con sua madre, suo padre, sua sorella Shruti e altri parenti, nel massacro reale del 1º giugno 2001 per mano del fratello Dipendra. La sua morte fu causata dal dissanguamento dopo lo sparo.

## Genealogia
|                                                                       |                                                                   |                                                                      | Genitori                                                       |  |  | Nonni |  |  | Bisnonni                                    |  |  | Trisnonni                                 |  |
|                                                                       |                                                                   |                                                                      |                                                                |  |  |       |  |  | Tribhuvan Bir Bikram Shah Dev, re del Nepal |  |  | Prithvi Bir Bikram Shah Dev, re del Nepal |  |
|                                                                       |                                                                   |                                                                      |                                                                |  |  |       |  |  | Tribhuvan Bir Bikram Shah Dev, re del Nepal |  |  | Prithvi Bir Bikram Shah Dev, re del Nepal |  |
|                                                                       |                                                                   | Divyeshwari Rajya Lakshmi Devi                                       |                                                                |  |  |       |  |  | Tribhuvan Bir Bikram Shah Dev, re del Nepal |  |  |                                           |  |
| Mahendra Bir Bikram Shah Dev, re del Nepal                            |                                                                   |                                                                      |                                                                |  |  |       |  |  | Tribhuvan Bir Bikram Shah Dev, re del Nepal |  |  |                                           |  |
|                                                                       |                                                                   | Kanti Rajya Lakshmi Devi                                             | Arjan Singh Sahib, Raja di Chhatara, Barhgaon e Oudh           |  |  |       |  |  |                                             |  |  |                                           |  |
|                                                                       |                                                                   | Kanti Rajya Lakshmi Devi                                             | Arjan Singh Sahib, Raja di Chhatara, Barhgaon e Oudh           |  |  |       |  |  |                                             |  |  |                                           |  |
|                                                                       |                                                                   | Kanti Rajya Lakshmi Devi                                             | Krishnavati Devi Sahiba                                        |  |  |       |  |  |                                             |  |  |                                           |  |
| Birendra Bir Bikram Shah Dev, re del Nepal                            |                                                                   | Kanti Rajya Lakshmi Devi                                             |                                                                |  |  |       |  |  |                                             |  |  |                                           |  |
|                                                                       |                                                                   | Generale Hari Shamsher Jang Bahadur Rana, Maharajkumar               | Juddha Shamsher Jang Bahadur Rana, Maragià di Lambjang e Kaski |  |  |       |  |  |                                             |  |  |                                           |  |
|                                                                       |                                                                   | Generale Hari Shamsher Jang Bahadur Rana, Maharajkumar               | Juddha Shamsher Jang Bahadur Rana, Maragià di Lambjang e Kaski |  |  |       |  |  |                                             |  |  |                                           |  |
|                                                                       |                                                                   | Generale Hari Shamsher Jang Bahadur Rana, Maharajkumar               | Jetha Bada Maharani Padma Kumari Devi                          |  |  |       |  |  |                                             |  |  |                                           |  |
| Indra Rajya Lakshmi Devi                                              |                                                                   | Generale Hari Shamsher Jang Bahadur Rana, Maharajkumar               |                                                                |  |  |       |  |  |                                             |  |  |                                           |  |
|                                                                       |                                                                   | Megha Kumari Rajya Lakshmi, sorella del colonnello Mohan Bikram Shah | N. Bikram Shah                                                 |  |  |       |  |  |                                             |  |  |                                           |  |
|                                                                       |                                                                   | Megha Kumari Rajya Lakshmi, sorella del colonnello Mohan Bikram Shah | N. Bikram Shah                                                 |  |  |       |  |  |                                             |  |  |                                           |  |
|                                                                       |                                                                   | Megha Kumari Rajya Lakshmi, sorella del colonnello Mohan Bikram Shah | …                                                              |  |  |       |  |  |                                             |  |  |                                           |  |
| Nirajan Bir Bikram Shah Dev                                           |                                                                   | Megha Kumari Rajya Lakshmi, sorella del colonnello Mohan Bikram Shah |                                                                |  |  |       |  |  |                                             |  |  |                                           |  |
|                                                                       | Comandante generale Agni Shamsher Jang Bahadur Rana, Maharajkumar | Juddha Shamsher Jang Bahadur Rana, Maragià di Lambjang e Kaski *     |                                                                |  |  |       |  |  |                                             |  |  |                                           |  |
|                                                                       | Comandante generale Agni Shamsher Jang Bahadur Rana, Maharajkumar | Juddha Shamsher Jang Bahadur Rana, Maragià di Lambjang e Kaski *     |                                                                |  |  |       |  |  |                                             |  |  |                                           |  |
|                                                                       | Comandante generale Agni Shamsher Jang Bahadur Rana, Maharajkumar | Jetha Bada Maharani Padma Kumari Devi *                              |                                                                |  |  |       |  |  |                                             |  |  |                                           |  |
| Luogotenente-generale Kendra Shamsher Jang Bahadur Rana               | Comandante generale Agni Shamsher Jang Bahadur Rana, Maharajkumar |                                                                      |                                                                |  |  |       |  |  |                                             |  |  |                                           |  |
|                                                                       |                                                                   | …                                                                    | …                                                              |  |  |       |  |  |                                             |  |  |                                           |  |
|                                                                       |                                                                   | …                                                                    | …                                                              |  |  |       |  |  |                                             |  |  |                                           |  |
|                                                                       |                                                                   | …                                                                    | …                                                              |  |  |       |  |  |                                             |  |  |                                           |  |
| Aishwarya Rajya Lakshmi Devi                                          |                                                                   | …                                                                    |                                                                |  |  |       |  |  |                                             |  |  |                                           |  |
|                                                                       |                                                                   | N. Bikram Shah                                                       | N . Bikram Shah                                                |  |  |       |  |  |                                             |  |  |                                           |  |
|                                                                       |                                                                   | N. Bikram Shah                                                       | N . Bikram Shah                                                |  |  |       |  |  |                                             |  |  |                                           |  |
|                                                                       |                                                                   | N. Bikram Shah                                                       | …                                                              |  |  |       |  |  |                                             |  |  |                                           |  |
| Shree Rajya Lakshmi Devi, di un ramo collaterale degli Shah del Nepal |                                                                   | N. Bikram Shah                                                       |                                                                |  |  |       |  |  |                                             |  |  |                                           |  |
|                                                                       |                                                                   | …                                                                    | …                                                              |  |  |       |  |  |                                             |  |  |                                           |  |
|                                                                       |                                                                   | …                                                                    | …                                                              |  |  |       |  |  |                                             |  |  |                                           |  |
|                                                                       |                                                                   | …                                                                    | …                                                              |  |  |       |  |  |                                             |  |  |                                           |  |
|                                                                       |                                                                   | …                                                                    |                                                                |  |  |       |  |  |                                             |  |  |                                           |  |